# Ewoud Pletinckx
Ewoud Pletinckx (10 de octubre de 2000) es un futbolista belga que juega en la demarcación de defensa para el Oud-Heverlee Leuven de la Primera División de Bélgica.

## Biografía
Tras empezar a formarse como futbolista en el SV Zulte Waregem durante siete años, finalmente hizo su debut con el primer equipo el 19 de enero de 2019 en la jornada 22 de la Primera División de Bélgica contra el Royal Antwerp F. C., llegando a disputar los 90 minutos. Ese fue el primero de los 95 encuentros que jugó antes de marcharse en junio de 2022 al Oud-Heverlee Leuven.

## Clubes
| Club                | País    | Año       | Partidos | Goles |
| ------------------- | ------- | --------- | -------- | ----- |
| SV Zulte Waregem    | Bélgica | 2019-2022 | 95       | 4     |
| Oud-Heverlee Leuven | Bélgica | 2022-     | 90       | 5     |